# Yongpyong
Yongpyong (kor. 용평리조트) – południowokoreański ośrodek narciarski położony w powiecie Pjongczang, w środkowej części prowincji Gangwon. Leży około 34 km od wybrzeża Morza Japońskiego.
W lecie jest popularnym ośrodkiem golfowym, natomiast w zimie jest centrum sportów narciarskich. Rozgrywano tu nawet zawody Pucharu Świata w narciarstwie alpejskim.